# Ermita de la Purísima (La Jana)
La ermita de la Purísima, de La Jana, también conocida como Capilla de la Inmaculada, es un edificio religioso católico, actualmente sin culto,  que se localiza en mismo núcleo poblacional de la comarca del Bajo Maestrazgo. Está catalogada como Bien de relevancia local, con la categoría de Monumento de interés local, y código: 12.03.070-005; de manera genérica y según la Disposición Adicional Quinta de la Ley 5/2007, de 9 de febrero, de la Generalitat, de modificación de la Ley 4/1998, de 11 de junio, del Patrimonio Cultural Valenciano (DOCV Núm. 5.449 / 13/02/2007).

## Historia
Según la tradición esta ermita, datada del siglo XV,  se alza en el mismo solar donde estaba edificado el  antiguo castillo de la villa, usándose como materiales para su construcción los que anteriormente pertenecieron a la fortaleza ya desaparecida. A lo largo del tiempo sufrió reformas e intervenciones destacándose las realizadas a lo largo del siglo XVIII y principios del XIX, lo cual ha supuesto que su aspecto se aleje considerablemente del original. 
Dejó de utilizarse como lugar de culto y ha tenido diversos y dispares usos, desde Hospital de la Caridad a almacén. Se realizó una restauración durante los años 1980 y 1981.

## Descripción
Se trata de un edificio con planta de salón de reducidas dimensiones y austero aspecto, tanto interior como exteriormente hablando. Está adosada a viviendas particulares a ambos lados. La fachada termina en hastial que es utilizado como pequeña espadaña para una única campana de características muy similares a la de la ermita de Santa Ana.
Para acceder al antiguo templo existe una puerta en forma de arco  de medio punto y sobre ella se abre ventana rectangular enrejada que da luz natural al interior.
Respecto al interior, está cubierta su nave única por bóveda de crucería, y presenta tres tramos o crujías por arcos apuntados. Los arcos presentan nervios que descansan en ménsulas de reducidas dimensiones, que al interseccionar dan lugar  a claves. Presenta ábside poligonal, con cubierta nervada estando unido al resto de la nave por un arco de medio punto que descansa en sendas pilastras a ambos lados, con aristas biseladas.